# 육상 경기 대한민국 기록
육상 대한민국 기록은 대한 육상 경기 연맹이 종목별로 기록을 공인하고 집계한다.
육상 대한민국 최고 기록은 다음과 같다.

## 남자
| #                      | 종목         | 기록            | 선수                                 | 소속         | 날짜         | 대회명                                  | 개최지                      | 경기장                     | 주석 및 기타       | 동영상 |
| 단거리 달리기          |              |                 |                                      |              |              |                                         |                             |                            |                    |        |
| 1                      | 100m         | 10초 07         | 김국영                               | 광주광역시청 | 2017. 06. 28 | 코리아오픈국제육상경기대회 (결승)       | 대한민국 정선               | 정선 종합운동장            |                    |        |
| 2                      | 200m         | 20초 40         | 박태건                               | 강원도청     | 2018. 06. 28 | 제72회 전국 육상 경기 선수권 대회(결승) | 대한민국 정선               | 정선 종합운동장            | [ 1 ]              |        |
| 3                      | 400m         | 45초 37         | 손주일                               | 경찰대학     | 1994. 06. 17 | 제48회 전국 육상 경기 선수권 대회       | 대한민국 서울               | 올림픽 주경기장            | 1위                |        |
| 중장거리 달리기        |              |                 |                                      |              |              |                                         |                             |                            |                    |        |
| 4                      | 800m         | 1분 44초 14     | 이진일                               | 경희대       | 1994. 06. 17 | 제48회 전국 육상 경기 선수권 대회       | 대한민국 서울               | 올림픽 주경기장            | 1위. 아시아 신기록 |        |
| 5                      | 1500m        | 3분 38초 55     | 이재웅                               | 국군체육부대 | 2025. 06. 14 | 2025 디스턴스첼린지대회(2차)            | 일본 시베쓰시               |                            | *                  |        |
|                        | 3000m        |                 |                                      |              |              |                                         |                             |                            |                    |        |
| 6                      | 5000m        | 13분 42초 98    | 백승호                               | 건국대       | 2010. 07. 17 | 호크렌 디스턴스 챌린지대회 6차 레이스   | 일본 아바시리시             |                            | [ 3 ]              |        |
| 7                      | 10000m       | 28분 23초 62    | 전은회                               | 대구도시공사 | 2010. 10.23  | 제211회 일본체육대학 장거리 육상 대회   | 일본 요코하마               | 일본체육대학교 육상 경기장 | 2위                |        |
| 마라톤 / 100 km 달리기 |              |                 |                                      |              |              |                                         |                             |                            |                    |        |
| 8                      | 하프마라톤   | 1시간 1분 4초   | 이봉주                               | 서울시청     | 1992. 1. 26  | 도쿄 국제하프마라톤대회                 | 일본 도쿄                   |                            | 4위                |        |
| 9                      | 마라톤       | 2시간 07분 20초 | 이봉주                               | 무소속       | 2000. 2. 13  | 2000 도쿄 국제마라톤대회                | 일본 도쿄                   |                            |                    |        |
| 이어달리기             |              |                 |                                      |              |              |                                         |                             |                            |                    |        |
| 10                     | 400mR        | 38초49          | 서민준, 나마디 조엘진 이재성, 이준혁 | 국가 대표    | 2025. 05. 31 | 제26회 아시아 육상 경기 선수권 대회     | 대한민국 구미               | 구미시민운동장             | 1위                |        |
| 11                     | 1600mR       | 3분 04초 03     | 박봉고 박세정 여호수아 성혁재        | 국가 대표    | 2014. 09. 30 | 제17회 인천 아시아경기대회              | 대한민국 인천               | 인천아시아드주경기장       | 2위                |        |
| 허들 / 장애물 경주     |              |                 |                                      |              |              |                                         |                             |                            |                    |        |
| 12                     | 110m 허들    | 13초 39         | 김병준                               | 국군체육부대 | 2017. 06. 12 | 2017 태국오픈육상경기선수권대회         | 태국 방콕                   |                            |                    |        |
| 13                     | 400m 허들    | 49초 80         | 황홍철                               | 무소속       | 1990. 06. 09 | 제44회 전국육상경기선수권대회           | 대한민국 서울               | 잠실 주경기장              | [ 5 ]              |        |
| 14                     | 3000m 장애물 | 8분 42초 86     | 진수선                               | 진로         | 1990. 06. 10 | 제44회 전국 육상 경기 선수권 대회       | 대한민국 서울               | 올림픽 주경기장            | [ 6 ]              |        |
| 경보                   |              |                 |                                      |              |              |                                         |                             |                            |                    |        |
| 15                     | 20km         | 1시간 19분 13초 | 김현섭                               | 삼성전자     | 2015. 03. 15 | 2015 노미 아시아 경보 선수권 대회       | 일본 노미시                 |                            |                    |        |
| 16                     | 50km         | 3시간 45분 55초 | 박칠성                               | 삼성전자     | 2012. 08. 11 | 제30회 하계 올림픽                      | 영국 런던                   |                            | 13위               |        |
| 도약 경기              |              |                 |                                      |              |              |                                         |                             |                            |                    |        |
| 17                     | 높이뛰기     | 2m 35           | 우상혁                               | 서천군청     | 2021. 08. 01 | 2020년 하계 올림픽                      | 일본 도쿄                   | 도쿄 국립경기장            | 4위                |        |
| 18                     | 장대높이뛰기 | 5m 80           | 진민섭                               | 여수시청     | 2020. 03. 01 | Bankstown Pole Vault Permit             | 오스트레일리아 시드니       | The Crest Athletic Centre  | 1위                |        |
| 19                     | 멀리뛰기     | 8m 22           | 김덕현                               | 광주시청     | 2016. 06. 10 | 2016 MESSE RIDE LA-MEETING              | 오스트리아 리트임인크라이스 |                            |                    |        |
| 20                     | 세단뛰기     | 17m 10          | 김덕현                               | 광주시청     | 2009. 06. 05 | 제63회 전국육상경기선수권대회           | 대한민국 대구               | 대구 스타디움              | [ 10 ]             |        |
| 투척 경기              |              |                 |                                      |              |              |                                         |                             |                            |                    |        |
| 21                     | 원반던지기   | 59m 68          | 최종범                               | 영월군청     | 2013. 06. 08 | 제67회 전국 육상 경기 선수권 대회       | 대한민국 여수               | 망마 경기장                |                    |        |
| 22                     | 창던지기     | 83m 99          | 박재명                               | 태백시청     | 2004. 03. 15 | 뉴질랜드 육상 경기 선수권 대회          | 뉴질랜드 웰링턴             |                            |                    |        |
| 23                     | 포환던지기   | 19m 49          | 정일우                               | 성남시청     | 2015. 07. 12 | 2015 한중일친선육상경기대회             | 일본 삿포로                 |                            |                    |        |
| 24                     | 해머던지기   | 73m 77          | 이윤철                               | 음성군청     | 2017. 07. 08 | 제22회 아시아육상경기선수권대회         | 인도 부바네스와르           | 칼링가 스타디움            | 3위                |        |
| 혼성 경기              |              |                 |                                      |              |              |                                         |                             |                            |                    |        |
| 25                     | 10종경기     | 7860            | 김건우                               | 포항시청     | 2011. 08. 28 | 제13회 세계 육상 선수권 대회            | 대한민국 대구               | 대구 스타디움              |                    |        |

## 여자
| #                  | 종목         | 기록            | 선수                           | 소속             | 날짜         | 대회명                                  | 장소                     | 경기장                | 주석 및 기타 | 동영상 |
| 단거리 달리기      |              |                 |                                |                  |              |                                         |                          |                       |              |        |
|                    | 100m         | 11초 49         | 이영숙                         | 안산시청         | 1994. 06. 17 | 제48회 전국 육상 경기 선수권 대회       | 대한민국 서울            | 올림픽 주경기장       | [ 2 ]        |        |
|                    | 200m         | 23초 69         | 김하나                         | 안동시청         | 2009. 10. 21 | 제90회 전국 체육 대회                   | 대한민국 대전            | 한밭 종합 운동장      |              |        |
|                    | 400m         | 53초 67         | 이윤경                         | 울산시청         | 2003. 08. 12 | 제15회전국실업단대항육상경기대회        | 대한민국 태백            | 태백 시민 운동장      | [ 11 ]       |        |
| 중장거리 달리기    |              |                 |                                |                  |              |                                         |                          |                       |              |        |
|                    | 800m         | 2분04초 12      | 허연정                         |                  | 2010. 09.19  | 가와사키 슈퍼 육상 경기 대회            | 일본 가와사키            | 도도로키 육상 경기장  | 6위          |        |
|                    | 1500m        | 4분 14초 18     | 이미경                         | 유봉여고         | 1992. 09. 20 | 제4회 세계 주니어 육상 경기 선수권 대회 | 대한민국 서울            | 올림픽 주경기장       |              |        |
|                    | 3000m        | 9분 00초 30     | 정영임                         | 코오롱           | 1992. 09. 18 | 제4회 세계주니어육상선수권대회          | 대한민국 서울            | 잠실 주경기장         | 결선 7위     |        |
|                    | 5000m        | 15분 34초 17    | 김도연                         | K-water          | 2017. 07. 13 | 디스턴스 챌린지 2017 4차 대회           | 일본 홋카이도            | 아바시리시 육상경기장 |              |        |
|                    | 10000m       | 32분 33초 61    | 안슬기                         | 서울주택도시공사 | 2018. 07. 11 | 호크렌 디스턴스 챌린지 3차 대회         | 일본 홋카이도 후카가와시 |                       | [ 13 ]       |        |
| 마라톤             |              |                 |                                |                  |              |                                         |                          |                       |              |        |
|                    | 하프마라톤   | 1시간 08분 35초 | 최경선                         | 제천시청         | 2020. 02. 02 | 2020 카가와마루가메국제하프마라톤대회   | 일본 마루가메시          |                       |              |        |
|                    | 마라톤       | 2시간 25분 41초 | 김도연                         | K-water          | 2018. 03. 18 | 2018 동아일보 서울국제마라톤            | 대한민국 서울            |                       |              |        |
| 이어달리기         |              |                 |                                |                  |              |                                         |                          |                       |              |        |
|                    | 400mR        | 44초 45         | 이은빈, 강다슬 김소은, 김다은  | 국가대표         | 2025. 05. 31 | 2025 구미 아시아육상선수권대회          | 대한민국 구미            | 구미시민운동장        | 4위          |        |
|                    | 1600mR       | 3분 39초 90     | 민지현, 박미진, 오세라, 조은주 | 국가대표         | 2014. 10. 02 | 제17회 인천 아시아 경기대회             | 대한민국 인천            | 인천아시아드경기장    | 7위          |        |
| 허들 / 장애물 경주 |              |                 |                                |                  |              |                                         |                          |                       |              |        |
|                    | 100m 허들    | 13초 00         | 이연경                         | 안양시청         | 2010. 06. 07 | 제64회 전국 육상 경기 선수권 대회       | 대한민국 대구            | 대구스타디움          | [ 14 ]       |        |
|                    | 400m 허들    | 57초 34         | 조은주                         | 시흥시청         | 2013. 05. 03 | 제42회 전국종별육상선수권대회           | 대한민국 안산            | 안산 와~스타디움      |              |        |
|                    | 3000m 장애물 | 9분 53초 09     | 조하림                         | 문경시청         | 2025.5.30    | 2025 구미 아시아육상선수권 대회         | 대한민국 구미            | 구미시민운동장        | 7위          |        |
| 경보               |              |                 |                                |                  |              |                                         |                          |                       |              |        |
|                    | 20km 경보    | 1시간 29분 38초 | 김미정                         | 울산광역시청     | 2008. 10. 13 | 제89회 전국체육대회                     | 대한민국 여수            | 진남종합운동장        |              |        |
| 도약 경기          |              |                 |                                |                  |              |                                         |                          |                       |              |        |
|                    | 높이뛰기     | 1.93m           | 김희선                         | 코오롱           | 1990. 06. 10 | 제44회 전국 육상 경기 선수권 대회       | 대한민국 서울            | 올림픽 주경기장       | [ 6 ]        |        |
|                    | 장대높이뛰기 | 4.41m           | 최윤희                         | SH공사           | 2012. 05. 08 | 제41회 전국 종별 육상 경기 선수권 대회  | 대한민국 김천            | 김천 종합 운동장      |              |        |
|                    | 멀리뛰기     | 6m 76           | 정순옥                         |                  | 2009. 06. 04 | 제63회 전국 육상 경기 선수권 대회       | 대한민국 대구            | 대구 스타디움         |              |        |
|                    | 세단뛰기     | 13m 92          | 김수연                         | 안동시청         | 2006. 05. 26 | 제60회 전국 육상 경기 선수권 대회       | 대한민국 공주            | 공주 종합 운동장      |              |        |
| 투척 경기          |              |                 |                                |                  |              |                                         |                          |                       |              |        |
|                    | 원반던지기   | 57.70m          | 신유진                         | 익산시청         | 2024. 06. 14 | 제53회 전국 종별 육상 경기 선수권 대회  | 대한민국 목포            |                       |              |        |
|                    | 창던지기     | 60m 92          | 장정연                         | 익산시청         | 2004. 04. 22 | 제33회 전국 종별 육상 경기 선수권 대회  | 대한민국 제천            | 제천 종합 운동장      |              |        |
|                    | 포환던지기   | 19m 36          | 이명선                         | 익산시청         | 2000. 04. 19 | 2000 중국 육상 대장 대회                | 중국 상하이              |                       |              |        |
|                    | 해머던지기   | 64m 14          | 김태희                         | 익산시청         | 2023. 09. 29 | 2022년 아시안 게임                      | 중국 항저우              | 대구 스타디움         |              |        |
| 혼성 경기          |              |                 |                                |                  |              |                                         |                          |                       |              |        |
|                    | 7종경기      | 5535            | 정연진                         | 울산광역시청     | 2020.07.27   | 제48회 KBS배 전국육상경기대회           | 대한민국 예천            |                       |              |        |

## 같이 보기
- 육상 세계 기록